# خلية طاردة
الخلايا الطاردة (بالإنجليزية: vomocytosis)‏ (أو تسمى الطرد غير المحلل) هي عملية خلوية تقوم بها الخلايا البلعمية لطرد الكائنات الحية التي تم تحفيزها دون تدمير الكائن الحي. كثرة الكريات الطاردة أو القيئية هي إحدى الطرق العديدة التي تستخدمها الخلايا لطرد المواد الداخلية إلى بيئتها الخارجية، ومع ذلك فهي مميزة في أن كل من الكائن الحي المحيط والخلية المضيفة لا يتضرران من خلال الطرد. كما يتم إطلاق الكائنات الحية المبتلعة دون تدميرها، وقد تم افتراض أن الخلايا القيئية تستخدم من قبل مسببات الأمراض كآلية هروب من الجهاز المناعي. الآليات الدقيقة، بالإضافة إلى ذخيرة الخلايا التي تستخدم هذه الآلية، غير معروفة حاليًا، لكن الاهتمام بهذه العملية الخلوية الفريدة يقود البحث المستمر على أمل توضيح هذا المجهول.

## الاكتشاف
تم الإبلاغ عن كثرة الكريات الطاردة لأول مرة في عام 2006 من قبل مجموعتين، تعملان في وقت واحد في المملكة المتحدة والولايات المتحدة، بناءً على لقطات مجهرية بفاصل زمني تميز التفاعل بين البلاعم ومسببات الأمراض الفطري البشري المستخفية المورومة . بعد ذلك، هذا كما شوهدت عملية مع مسببات أمراض فطرية أخرى مثل المبيضات البيضاوية والمبيضات القرنية. كما تم التكهن بأن العملية قد تكون مرتبطة بطرد مسببات الأمراض البكتيرية مثل المتفطرة البحرية من الخلايا المضيفة. لوحظ كثرة الكريات الطاردة في الخلايا البلعمية من الفئران والبشر والطيور، بالإضافة إلى ملاحظتها مباشرة في سمك الزرد واكتشافها بشكل غير مباشر (عن طريق قياس التدفق الخلوي) في الفئران. تعرض الأميبات عملية مماثلة لكثرة الطرد حيث يتم طرد المادة البلعمية التي لا يمكن هضمها. يتم إخراج المشعرات من الأميبا عن طريق هذه الآلية ولكن تثبيط المسار التأسيسي أثبت أنه يمكن أيضاً طرد المكورات الخفية عن طريق كثرة الكريات.

## آلية
إن الفهم الكامل للآليات التي ينطوي عليها الطرد غير المحلل غير معروف حاليًا، ومع ذلك فقد أدى التقدم في البحث إلى توصيفات ميكانيكية أولية وخطوات حاسمة متضمنة في هذه العملية. أظهرت الأبحاث أن كثرة الكريات الطاردة لا تحدث عندما تكون مسببات الأمراض ميتة أو عندما تكون المواد المبتلعة غير حية، مما يشير إلى أن بقاء الحمولة البلعمية قد يكون أمرًا حاسمًا لتحفيز أو تعزيز طرد الخلايا. بالإضافة إلى ذلك قد تلعب درجة الحموضة البلعمية أدواراً هامة في فعالية طرد الخلايا كما أظهرت الأبحاث تنخفض معدلات نمو الخلايا البلعمية حيث تصبح الخلايا البلعمية أكثر حمضية ويزداد طرد الخلايا بإضافة قواعد ضعيفة إلى الخلايا البلعمية. يتورط تركيب الغشاء والحالة الخلوية في كثرة الخلايا الطاردة حيث تبين أن كثرة الخلايا الطاردة تنخفض مع نفاذية الغشاء وتزيد في حالات الالتهام الذاتي. علاوة على ذلك، من المعروف أن الإشارات الالتهابية مثل الإنترفيرون من النوع الأول، والتي يتم إنتاجها استجابة للعدوى الفيروسية، تعزز كثرة الكريات الطاردة. لا تزال تأثيرات هذه القوى الموصوفة على إحداث كثرة الكريات الطارد قيد التطوير، ومن المحتمل أن تكون متغيرة بناءً على عوامل خارجية وداخلية أخرى غير معروفة.
تمامًا كما هو الحال في الإخراج الخلوي القياسي، تعد إعادة ترتيب الهيكل الخلوي الأكتيني داخل الخلية المضيفة أمرًا بالغ الأهمية للسماح بحدوث الخلايا الطاردة. على عكس الإخراج الخلوي القياسي، لا يتم تحليل العامل الممرض المبتلع بواسطة المكونات الداخلية للخلية المضيفة، ويتم وضع الحويصلة بالقرب من الغشاء الخلوي حيث يمكن أن تندمج وتطلق مسببات الأمراض. يساعد الملحق A2، وهو بروتين مرتبط بالغشاء، على تنظيم تكاثر الخلايا الطاردة وتعزيز اندماج الحويصلات في أغشية البلازما. في سلالات الخلايا الناقصة في الملحق A2، انخفضت معدلات كريات الطرد. علاوة على ذلك، كشفت شاشات مثبطات كيناز البلعوم عن مسارات إشارات مرتبطة بتضخم الخلايا الطاردة. تم إثبات أن ERK5، الذي يشارك في مسار إشارات بروتين كيناز منشط بالميتوجين (MAPK) الذي ينقل الإشارات السطحية إلى الحمض النووي الخلوي، أنه يثبط كثرة الخلايا الطاردة. لم يتم بعد تحديد مسارات التأشير الإضافية التي ينطوي عليها طرد الخلايا. علاوة على ذلك، الأشكال المختلفة لطرد الخلايا تم توثيقها بالإضافة إلى أنه من المحتمل أن الآلية الخلوية تحت قد تختلف فيما بينهم.

## الأهمية البيولوجية
تم تكريس البحث لفهم آليات وأهمية كثرة الخلايا الطاردة حيث يُفترض أنه مرتبط بالعديد من العمليات البيولوجية المهمة. يلعب كثرة الكريات الطاردة دورًا في النقل الجانبي، وهي العملية التي من خلالها تنقل الخلايا حمولتها إلى خلية متلقية مجاورة، حيث تقوم الخلايا الأولية بطرد حمولتها غير التالفة بحيث يمكن للخلايا المتلقية امتصاصها. بالإضافة إلى ذلك، يُفترض أن يتم استخدام كثرة الطرد (القيء) كآلية هروب من قبل مسببات الأمراض لأنها تسمح لها بتجنب التدهور بواسطة البلاعم. نظرًا لعدم وجود ضرر للخلايا المضيفة أو مسببات الأمراض أثناء كثرة القيء، لا يتم تشغيل الجهاز المناعي، مما يسمح بمزيد من التهرب المحتمل من المضيفين. من الضروري إجراء مزيد من البحث لتحديد ما إذا كان كثرة القيء قد بدأ عن طريق مسببات الأمراض الغارقة لهذا الغرض أو عن طريق الخلايا المضيفة وهذا مجرد فائدة غير مقصودة لمسببات الأمراض. هناك فرضية إضافية مفادها أن كثرة الكريات الطاردة قد تعزز في إمراض أو انتشار الممرضات حيث تبتلعها البلاعم ثم تُطرد لاحقًا في مواقع قد تكون مختلفة عن موقع العدوى الحادة. إن تعزيز فهمنا للتفاعلات بين المضيف والممرض سيوضح فهمنا لدور كثرة الكريات الطاردة في تطور العدوى. أخيرًا، تم تضمين كثرة الكريات الطاردة في استجابة الورم حيث يُفترض أن تكون البلاعم المرتبطة بالورم (TAMs) قادرة على تعديل البيئة الدقيقة للورم (TME) عن طريق كثرة الكريات. إن الفهم الأفضل لآليات إحداث وتنظيم كثرة الكريات الطاردة سيعزز معرفتنا بمسببات المرض وتفاعلات المضيف مع الذات، مما يسمح بإحداث تقدم في قدرتنا على الاستجابة للعدوى والأورام.